# Trio Western

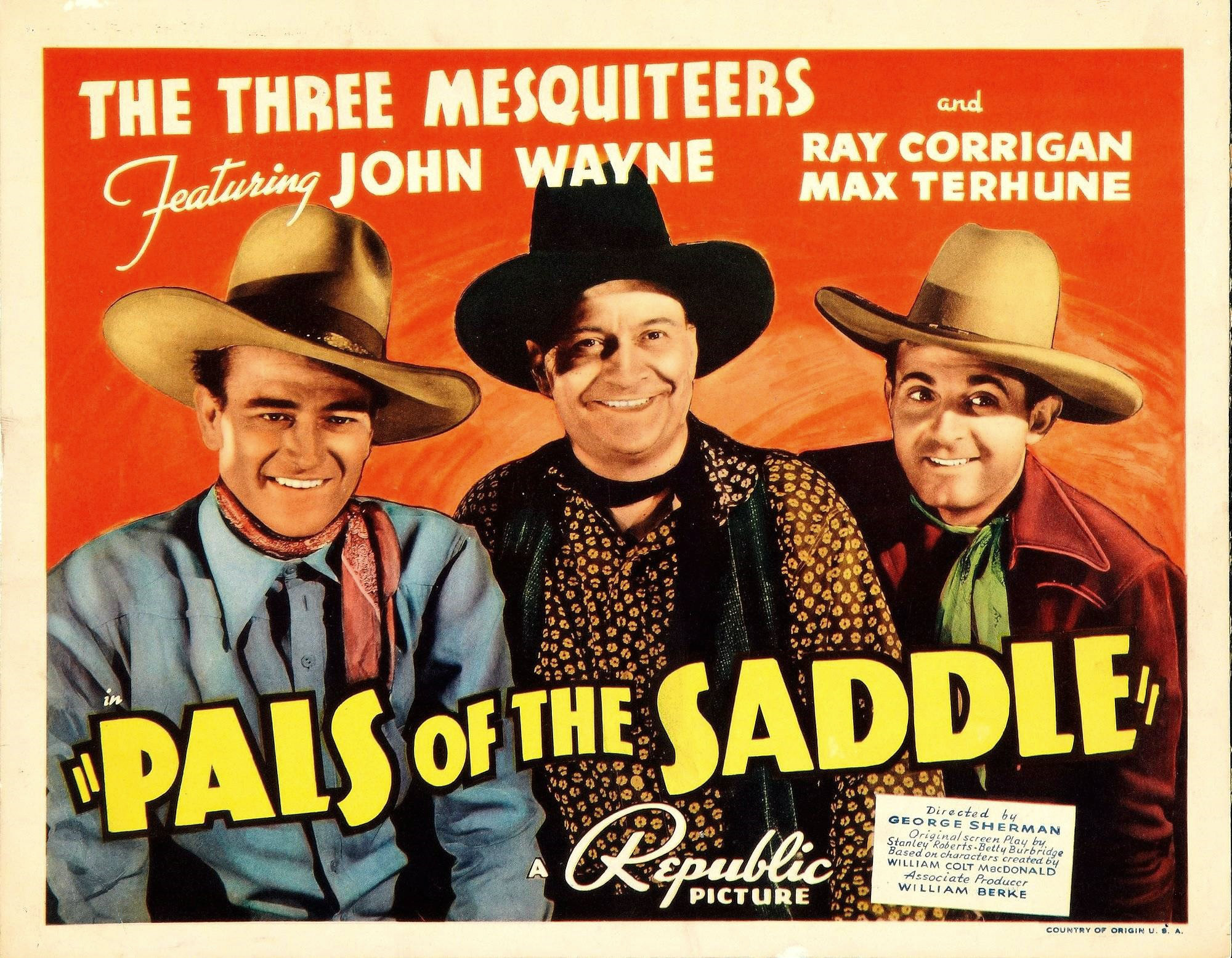
Cartaz de Traição no Deserto/Pals of the Saddle (1938), com uma das formações do trio western The Three Mesquiteers:John Wayne, Ray Corrigan e Max Terhune

Um Trio Western é uma variante de faroeste B onde, ao invés de apenas um herói, havia três cowboys à procura de aventuras e com sede de justiça. A produção desses filmes se estendeu entre meados da década de 1930 e início dos anos 1940. Os trios mais famosos foram The Three Mesquiteers, The Trail Blazers e The Rough Riders.

## História
Os antecedentes do Trio Western encontram-se no romance popular Law of the 45's, de William Colt MacDonald, publicado em 1935. Nele, o autor criou os heróis Tucson Smith, Stoney Brooke e Lullaby Joslin, que chamavam a si mesmos de The Three Mesquiteers, óbvia referência aos personagens imortalizados pelo escritor Alexandre Dumas em Os Três Mosqueteiros, de 1844. O livro de MacDonald virou filme, mas estranhamente Lullaby Joslin foi cortado. De qualquer maneira, a fita é lembrada apenas por ter sido a primeira feita com os personagens que depois seriam tão populares.
O primeiro faroeste B a realmente mostrar um trio western, mesmo que essa denominação ainda não existisse, foi Duelo de Valentes (Powdersmoke Range, 1935), da RKO. O filme era baseado no livro homônimo de Colt MacDonald e trazia Harry Carey no papel de Tucson Smith, Hoot Gibson como Stony e Guinn 'Big Boy' Williams como Lullaby. Grande sucesso de público e referência constante entre os estudiosos do gênero, o filme tinha em seu elenco outros grandes cowboys da época, como Bob Steele, Tom Tyler, William Farnum, Buffalo BIll Jr., Buddy Roosevelt e Art Mix.
Um ano depois, a Republic Pictures adquiriu os direitos sobre os personagens de MacDonald e iniciou uma série que teria, ao todo, cinquenta e uma fitas. Com a boa resposta do público, outras séries foram produzidas. Houve ainda os trios informais, como na série de Hopalong Cassidy, em que ele tinha a seu lado um personagem mais jovem (para as cenas românticas) e outro, geralmente velhinho, para as cenas cômicas; assim também, os doze primeiros exemplares da série de Tim Holt tinham uma estrutura de trio, ainda que não mencionada como tal, com Ray Whitley cantando e Emmett Lynn (depois Lee 'Lasses' White) fazendo o humor.
Em 1948, a Fawcett Comics publicou a revista em quadrinhos Gabby Hayes Western, além de histórias inspiradas no autor, publicou a série Musketeers of the West. a revista foi publicada pela editora até 1954, quando a editora editora deixou o mercado de quadrinhos, após a ação “National Comics Publications v. Fawcett Publications”. A Charlton Comics assumiu o título em 1954, começando na edição 51, publicando nove edições.
Em 1973, foi lançada a comédia italiana Tutti per uno... botte per tutti, uma paródia aos Três Mosqueteiros, dirigida por Bruno Corbucci, irmão do também cineasta Sergio Corbucci e estrelada por Timothy Brent, George Eastman, Chris Huerta e Leo Anchóriz.
Em 1986, o diretor John Landis prestou sua homenagem aos trios western com a comédia Três Amigos! (Three Amigos!). Steve Martin, Chevy Chase e Martin Short são atores do cinema mudo que interpretam nas telas um trio conhecido como The Three Amigos. Um dia são procurados por uma jovem mexicana que, acreditando serem reais as suas façanhas, pede-lhes ajuda para livrar sua aldeia do bandido El Guapo. O filme mostra várias convenções do faroeste B, como o herói romântico (Chevy Chase), o companheiro cômico (Martin Short), as roupas espalhafatosas comuns a muitos cowboys, diversas canções, a mistura sem cerimônia de elementos contemporâneos (carros, aviões) com elementos associados ao Velho Oeste (cavalos, diligências, saloons enfumaçados), além do estereótipo hollywoodiano do bandido mexicano típico: sanguinário, sujo e cruel. No Brasil, inspirado pelo filme, o quadrinista Angeli criou em 1991, Los Três Amigos, produzida por ele e dois colegas quadrinistas Laerte Coutinho e Glauco Villas Boas, ambos se vestiam como mexicanos nas capas da revista Chiclete com Banana, em 1994, Adão Iturrusgarai é introduzido como o quarto amigo.

## Principais trios

### The Three Mesquiteers
Conhecidos no Brasil como Os Três Mosqueteiros, Os Três Mosqueteiros do Oeste, Os Três Sertanejos ou Os Três Amigos Valentes, o trio teve várias formações. O nome é uma brincadeira com a o nome da planta mesquite e Os Três Mosqueteiros. John Wayne, que na época ainda era cowboy de faroestes B, chegou a participar de oito filmes e só saiu porque sua participação em No Tempo das Diligências (Stagecoach, 1939), de John Ford, levou-o ao estrelato.

#### Filmografia
- Em Pé de Guerra (The Three Mesquiteers, 1936); Robert Livingston, Ray Corrigan e Syd Saylor
- Ouro Escondido (Ghost Town Gold, 1936); Robert Livingston, Ray Corrigan e Max Terhune
- O Falso Confidente (Roarin' Lead, 1936); idem
- A Caveira Que Assobia (Riders of the Whistling Skull, 1937); idem
- Soberanos da Sela (Hit the Saddle, 1937); idem
- Galopando Para a Justiça (Gunsmoke Ranch, 1937); idem
- Avante, Boiadeiros (Come On, Cowboys, 1937); idem
- Sentinelas do Vale (Range Defenders, 1937); idem
- Heart of the Rockies, 1937; idem
- O Trio do Gatilho (The Trigger Trio, 1937); Ralph Byrd, Ray Corrigan e Max Terhune (Robert Livingston estava doente)
- O Grande Rodeio (Wild Horse Rodeo, 1937); Robert Livingston, Ray Corrigan e Max Terhune
- Os Justiceiros (The Purple Vigilantes, 1938); idem
- Call the Mesquiteers, 1938; idem
- Espoliadores de Sonora (Outlaws of Sonora, 1938); idem
- Riders of the Black Hills, 1938); idem
- Heróis do Sertão (Heroes of the Hills, 1938, idem
- Traição no Deserto (Pals of the Saddle, 1938); John Wayne, Ray Corrigan e Max Terhune
- Forcas e Facas (Santa Fe Stampede, 1938); idem
- Bandidos Encobertos (Overland Stage Raiders, 1938); idem
- Ronda de Sangue (Red River Range, 1938); idem
- Os Três Mascarados (The Night Riders, 1939); idem
- Os Três Cavaleiros do Texas (Three Texas Steers, 1939); idem
- Bandoleiro Inocente (Wyoming Outlaw, 1939); John Wayne, Ray Corrigan e Raymond Hatton
- A Nova Fronteira (New Frontier, 1939); idem
- Os Terrores de Kansas (The Kansas Terrors, 1939); Robert Livingston, Duncan Renaldo e Raymond Hatton
- Cowboys do Texas (Cowboys from Texas, 1939); idem
- Heróis do Sertão (Heroes of the Saddle, 1940); idem
- Pioneiros do Oeste (Pioneers of the West, 1940); idem
- A Mina Misteriosa (Covered Wagon Days, 1940); idem
- Cavaleiros das Montanhas Rochosas (Rocky Mountain Rangers, 1940); idem
- Renegados de Oklahoma (Oklahoma Renegades, 1940); idem
- O Filho do Delegado ou O Bamba do Texas (Under Texas Skies, 1940); Robert Livingston, Bob Steele e Rufe Davis
- Defensores Indomáveis (The Trail Blazers, 1940); idem
- Cavalo Justiceiro ou Potro Negro (Lone Star Raiders, 1940); idem
- Pioneiros das Planícies ou Colonizadores do Campo (Prairie Pioneers, 1941); idem
- O Traidor da Tribo (Saddlemates, 1941); idem
- Espoliadores de Sonora (Gangs of Sonora, 1941); idem
- Amigos Até à Morte (Pals of the Pecos, 1941); idem
- Rastros de Sangue (Outlaws of Cherokee Trail, 1941); Bob Steele, Tom Tyler e Rufe Davis
- Torpeza Humana (Gauchos of El Dorado, 1941); idem
- West of Cimarron, 1941; idem
- Código de Cangaceiro (Code of the Outlaw, 1942); idem
- Salteadores dos Pampas (Raiders of the Range, 1942); idem
- Avareza Desenfreada (Westward, Ho, 1942); idem
- Abutres das Planícies (The Phantom Plainsmen, 1942); idem
- Um Parecido Fatal (Shadows on the Sage, 1942); Bob Steele, Tom Tyler e Jimmie Dodd
- O Vale dos Perseguidos (Valley of Hunted Men, 1942); idem
- Vereda Solitária (Thundering Trails, 1943); idem
- O Caminho Bloqueado (The Blocked Trail, 1943); idem
- Santa Fe Scouts, 1943; idem
- Riders of the Rio Grande, 1943; idem

### The Rough Riders

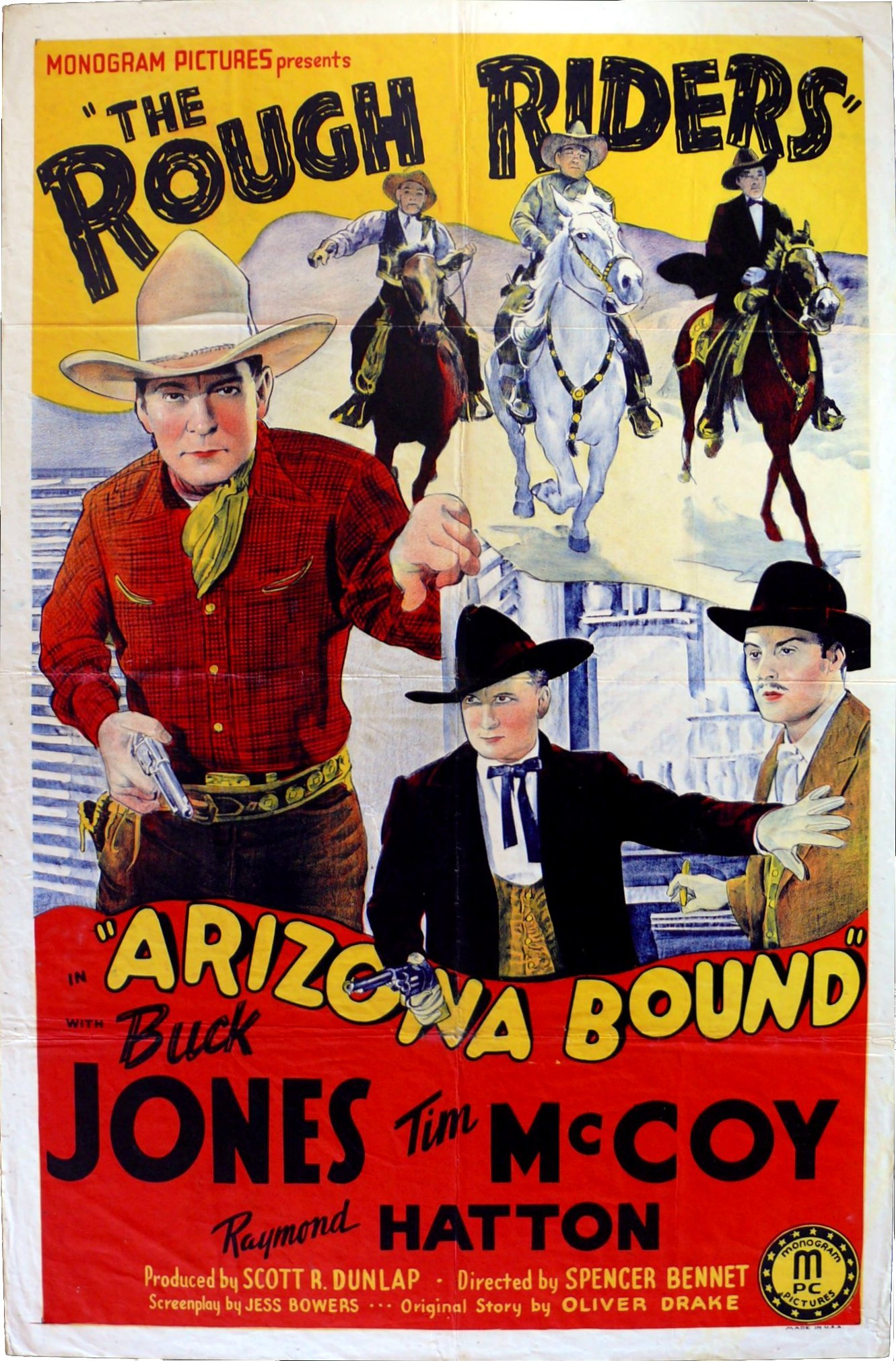
The Rough Riders no filme de 1941 Arizona Bound

Série de oito filmes produzida pela Monogram Pictures entre 1941 e 1942. O nome do trio se refere ao regimento de cavalaria composto por voluntários, que foi formado pelo presidente Theodore Roosevelt para lutar na guerra hispano americana em 1898. A série teve apenas uma formação: Buck Jones, Tim McCoy e Raymond Hatton. Os enredos geralmente mostravam Jones se infiltrando em uma quadrilha de celerados, Hatton procurando emprego na cidade e McCoy aparecendo vestido de pregador, jogador ou cavalheiro bem de vida. Eles acabavam por se juntar quase no final do filme, traçavam um plano, gritavam "Let's go, Rough Riders!" e galopavam de encontro aos bandidos.

#### Filmografia
- O Vaqueiro do Arizona (Arizona Bound, 1941)
- O Agente Encoberto (The Gunman from Bodie, 1941)
- Ouro Fatal (Forbidden Trails, 1941)
- Além da Fronteira (Below the Border, 1942)
- O Mistério da Cidade Fantasma (Ghost Town Law, 1942)
- Rumo ao Texas (Down Texas Way, 1942)
- Centauros Vingadores (Riders of the West, 1942)
- À Margem da Lei (West of the Law, 1942)

### The Trail Blazers
Série da Monogram produzida entre 1943 e 1944. Curiosamente, dos onze filmes feitos, cinco foram estrelados por um trio e seis por uma dupla. As diversas formações contaram com os envelhecidos e obesos Ken Maynard e Hoot Gibson, além de Bob Steele, ainda em forma, e Chief Thundercloud, que tinha sangue índio e fizera o papel de Tonto em O Guarda Vingador (The Lone Ranger, 1938) e A Volta do Cavaleiro Solitário (The Lone Ranger Rides Again, 1939), os dois seriados de Lone Ranger (Zorro ou Cavaleiro Solitário, no Brasil) produzidos pela Republic.

#### Filmografia
- O Mistério do Desfiladeiro (Wild Horse Stampede, 1943); Ken Maynard e Hoot Gibson
- Nas Malhas da Lei (The Law Rides Again, 1943); idem
- Pistolas Flamejantes (Blazing Guns, 1943); idem
- O Vale da Morte (Death Valley Rangers, 1943); Ken Maynard, Hoot Gibson e Bob Steele
- Rumo ao Oeste (Westward Bound, 1944); idem
- Falsários do Oeste (Arizona Whirlwind, 1944); idem
- Os Malfeitores (Outlaw Trail, 1944), Hoot Gibson, Bob Steele e Chief Thundercloud
- Diligência de Sonora (Sonora Stagecoach, 1944); idem
- O Valentão de Utah (The Utah Kid, 1944); Hoot Gibson e Bob Steele
- Paragens Inóspitas (Marked Trails, 1944); idem
- A Lei da Pistola (Trigger Law, 1944); idem

## Outros trios
Houve diversos outros trios, porém de menor brilho e com menores atrativos. Entre eles, destacam-se:
- The Range Busters, da Monogram, teve vinte e quatro filmes produzidos entre 1940 e 1943, nenhum deles exibido no Brasil. A série era uma tentativa de concorrer com The Three Mesquiteers, de quem copiava vários aspectos. A primeira formação (dezesseis filmes) contava com dois ex-Mesquiteers, Ray Corrigan e Max Terhune, além de John King; a segunda teve David Sharpe substituindo Ray Corrigan e fez quatro filmes; a última, também com quatro filmes, tinha Ray Corrigan de volta, ao lado de Dennis Moore e Max Terhune (que foi o único a participar de toda a série).
- The Texas Rangers foi produzido pela PRC entre 1941 e 1945, com um total de vinte e dois filmes, nenhum exibido no Brasil. Dave O'Brien, James Newill e Guy Wilkerson estrelaram os primeiros quatorze. Em 1944, James Newill deu lugar ao cowboy cantor Tex Ritter, já em final de carreira. O novo trio protagonizou as oito fitas restantes.
- Duplas de cowboys famosos, como Johnny Mack Brown e Bob Baker ou Bill Elliott e Tex Ritter fizeram vários filmes em companhia de atores cômicos, como Al "Fuzzy" Knight ou Dub "Cannonball" Taylor, constituindo trios informais, sem denominações específicas.